# 예고르 바부린
예고르 콘스탄티노비치 바부린(러시아어: Егор Констатинович Бабурин, 1993년 8월 9일, 우크라이나 체르니히우 ~ )는 러시아 프리미어리그의 FC 크라스노다르에서 골키퍼로 뛰는 우크라이나 출신의 축구 선수이다. 현재 국적은 러시아이다.

## 선수 경력
바부린은 제니트의 유스팀인 DYuSSh 스메나-제니트 출신이다.

그는 2013년 3월 17일 모르도비야 사란스크를 상대로 선발출장했던 벨라루스의 유리 제브노프의 경기도중 근육좌상 으로인한 부상으로 경기시작 11분 만에 교체출장하며 러시아 프리미어리그에 데뷔했다. 그경기는 헐크의 득점과 바부린의 무실점선방으로 1대0으로 이겼다.